# Municipio de Belews Creek
El municipio de Belews Creek (en inglés: Belews Creek Township) es un municipio ubicado en el  condado de Forsyth en el estado estadounidense de Carolina del Norte. En el año 2000 tenía una población de 5.631 habitantes.

## Geografía
El municipio de Belews Creek se encuentra ubicado en las coordenadas 36°13′9.96″N 80°4′49.56″O / 36.2194333, -80.0804333.